# أنتيلا
أنتيلا هي مدينة قديمة في مصر السفلى، على فرع كانوب لنهر النيل. أفاد هيرودوت وأثينيوس أنهما زودا بمفروشات لملكة مصر. يُعتقد أحيانًا أنها مدينة جينيكوبوليس القديمة.